# Телеутије
Телеутије (грч. Τελευτίας) је био спартански војсковођа.

## Биографија
Телеутије је био брат спартанског краља Агесилаја. У Коринтском рату командовао је спартанском флотом која је након пораза код Книда овладала Коринтским заливом. Године 392/1. п. н. е. обављао је функцију науарха. Године 391. п. н. е. учествовао је у походу на Аргос, а следећих година се истакао у нападима на атинске бродове који су пружали помоћ кипарском краљу Евагори. Године 382. п. н. е. Телеутије је предводио спартански одред од 10.000 људи у походу против Халкидичке лиге на челу са Олинтом. Међутим, на пролеће 381. године п. н. е. спартанска војска сукобила се са непријатељем пред самим зидинама Олинта. Војска је потпуно потучена и растурена, а сам Телеутије је погинуо. 